# Р120 (автодорога)
Федеральная автомобильная дорога Р120 — российская автомобильная дорога общего пользования федерального значения Орёл — Брянск — Смоленск — граница с Республикой Беларусь (до 31 декабря 2017 года — А141) с обходами городов Брянска, Смоленска (северо-восточный и юго-западный обходы), Рудни, подъездом к Смоленску. Протяжённость автомагистрали по разным оценкам составляет от 445 км до 509 км с учётом обходов Смоленска, Брянска, Рудни, Нарышкина. Большинство участков дороги находится под управлением федерального казённого учреждения «Упрдор Москва — Бобруйск» Федерального дорожного агентства «Росавтодор».
До 31 декабря 2017 года допускалось также использование обозначения Р120 для автодороги регионального значения Орёл — Ефремов.
Дорога имеет две полосы для движения, а с 330-го километра до Смоленска — четыре полосы. Дорога соединяет федеральные автодороги М1 «Беларусь» и М2 «Крым», пересекая по пути М3 «Украина», А240 (Брянск — Красный Камень), А130 (Москва — Рославль — Серый Камень).
Автодорога Р120 является важной магистралью для перевозки товаров между Россией, Украиной и Беларусью. По состоянию на 2015 год загруженность дороги составляла более 30 тысяч автомобилей в сутки.
В 2019 году опубликованы планы строительства трансконтинентальной дороги «Меридиан» по Брянской области, частная платная дорога, соединяющая немецкий Гамбург и китайский Шанхай, пройдёт параллельно Р120, повторяя все её изгибы.

## История
Дорога между Смоленском и Рославлем возникла ещё во времена Киевской Руси как часть Старокиевского тракта, соединявшего Смоленск с Киевом через Рославль, Мстиславль и Чернигов.
«Описание города Брянска», датируемое 1780-ми годами сообщает о существовании «большой дороги» из Брянска в Смоленск.
Современная дорога, соединяющая Орёл, Брянск и Смоленск, ведёт историю с 1860 года, она разрабатывалась с 1855 года как Орловско-Брянское шоссе протяжённостью 120 вёрст и являлась одним из первых шоссе в России. 
В 2013 году в нормативном состоянии находилось 55 % автодороги, к 2019 году, после ряда ремонтов 90 %. В 2015 году четыре участка Р120 общей протяжённостью 40 км были отремонтированы по технологии холодной регенерации, на тот момент эта технология была наиболее передовым и выгодным методом ремонта.
Дорога до развязки «Орёл — Дятьково» имела асфальтобетонное покрытие с двумя полосами движения, ширина проезжей части 6,9 — 7,2 м, ширина обочин 3.0 — 3.5 м. Пересечения и примыкания с другими дорогами одноуровневые, за исключением развязки «Орёл — Дятьково», где был расположен путепровод. После развязки дорога имела ширину покрытия от 8 до 12 метров. В районе развязки с путепроводом ширина покрытия 15 — 17 метров, организовано четырёхполосное движение с переходно-скоростными полосами.
Вдоль дороги располагаются археологические памятники: селища «Большая Дубрава 1, 2 и 3» у реки Колтовки и «Балдыж 1, 2» у реки Госомки. Памятники относятся к времени Древней Руси, XI—XIII вв. На территории селища «Большая Дубрава 1» расположены два ДОТа времен Великой Отечественной войны. Площадки селищ «Большая Дубрава 1, 2, 3» заняты пахотными полями, площадки селищ «Балдыж 1, 2» заняты дачными участками, жилым домом и садами.
По некоторым оценкам, на дорогу приходилось до 30 % перевозок всех автотранспортных грузов из Беларуси в Россию.

## Маршрут

### Орловская область
Дорога начинается в Орле как Карачевское шоссе, причём обход Орла отсутствует и большегрузный транспорт выезжает пересекая трамвайные пути и в двух местах участки линий троллейбусов. Участок на 7-м километре дороги от Орла, в районе деревни Образцово, где для съезда с дороги в коттеджный посёлок Ново-Образцово многочисленным водителям из Орла приходится останавливаться в узком месте дороги и осуществлять поворот налево через встречную полосу, считается аварийно опасным, там произошло множество столкновений. В связи с этим участок планируется расширить.
Первый крупный населённый пункт на 22 км — пгт. Нарышкино, от которого к югу отходит дорога до села Соскова. С целью увеличения пропускной способности дороги на перспективу и для устранения бутылочного горлышка в начале 2000-х годов было начато строительство объезда вокруг Нарышкина. На этапе очередного строительства развязок финансирование прекратилось. Через несколько лет средства появились, но выяснилось, что технические стандарты изменились, и построенный участок надо реконструировать. В 2014 году работы по реконструкции были возобновлены. Стройплощадка у Нарышкина использовалась как место проведения конкурса «Лучший по профессии» среди водителей тяжёлой строительной техники Калужской, Брянской, Орловской и Смоленской областей. Объезд Нарышкино был достроен, сдан и открыт в конце 2019 года, что позволило повысить расчётный скоростной режим на трассе до 120 км/ч. За Нарышкиным имеется автостоянка. Через 20 км, на границе Хотынецкого и Урицкого районов отходит ответвление к югу до пгт. Шаблыкина. Через 13 км, почти на границе Орловской и Брянской областей, на северо-восток отходит дорога в пгт. Хотынец с национальным парком «Орловское полесье» и далее на Болхов.

### Брянская область

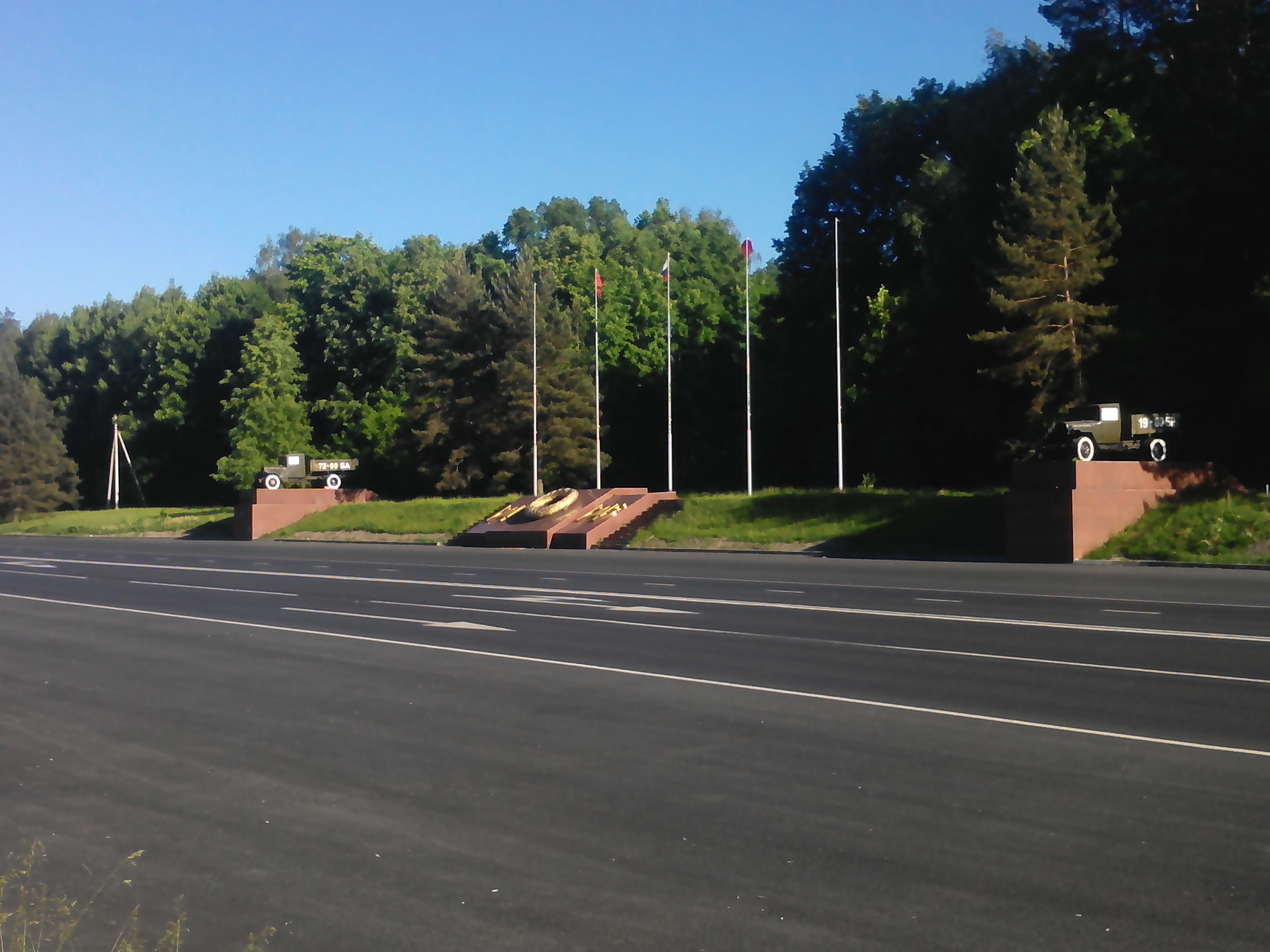
Памятник воинам-водителям на

Через 27 км первый город по маршруту в Брянской области — Карачев. Далее следует прямой и достаточно ровный участок дороги с хорошим асфальтовым покрытием; через 28 км пересекает (в 11 км восточнее Брянска) федеральную автодорогу М3 «Украина». Перед Брянском, в селе Осиновая Горка, установлен первый в России памятник воинам-водителям. Далее дорога с юго-запада огибает Брянск по объездной дороге. До её постройки дорога проходила через Брянск по Московскому проспекту и улицам Красноармейской, Брянского Фронта. В юго-западном направлении отходит федеральная дорога А240 на Гомель, а через 4,3 км расположен поворот в аэропорт Брянск. После Брянска есть ответвления к городам и райцентрам Брянской области: в Сельцо, в село Жирятино, в село Овстуг с усадьбой Ф. И. Тютчева, в Жуковку (12 км), в пгт. Клетня, в посёлок Дубровка. В 100 км от Брянска на дороге расположен последний крупный населённый пункт Брянской области — посёлок Сеща, дорога проходит непосредственно мимо военного аэродрома Сеща где базируется 566-й военно-транспортный авиационный полк.

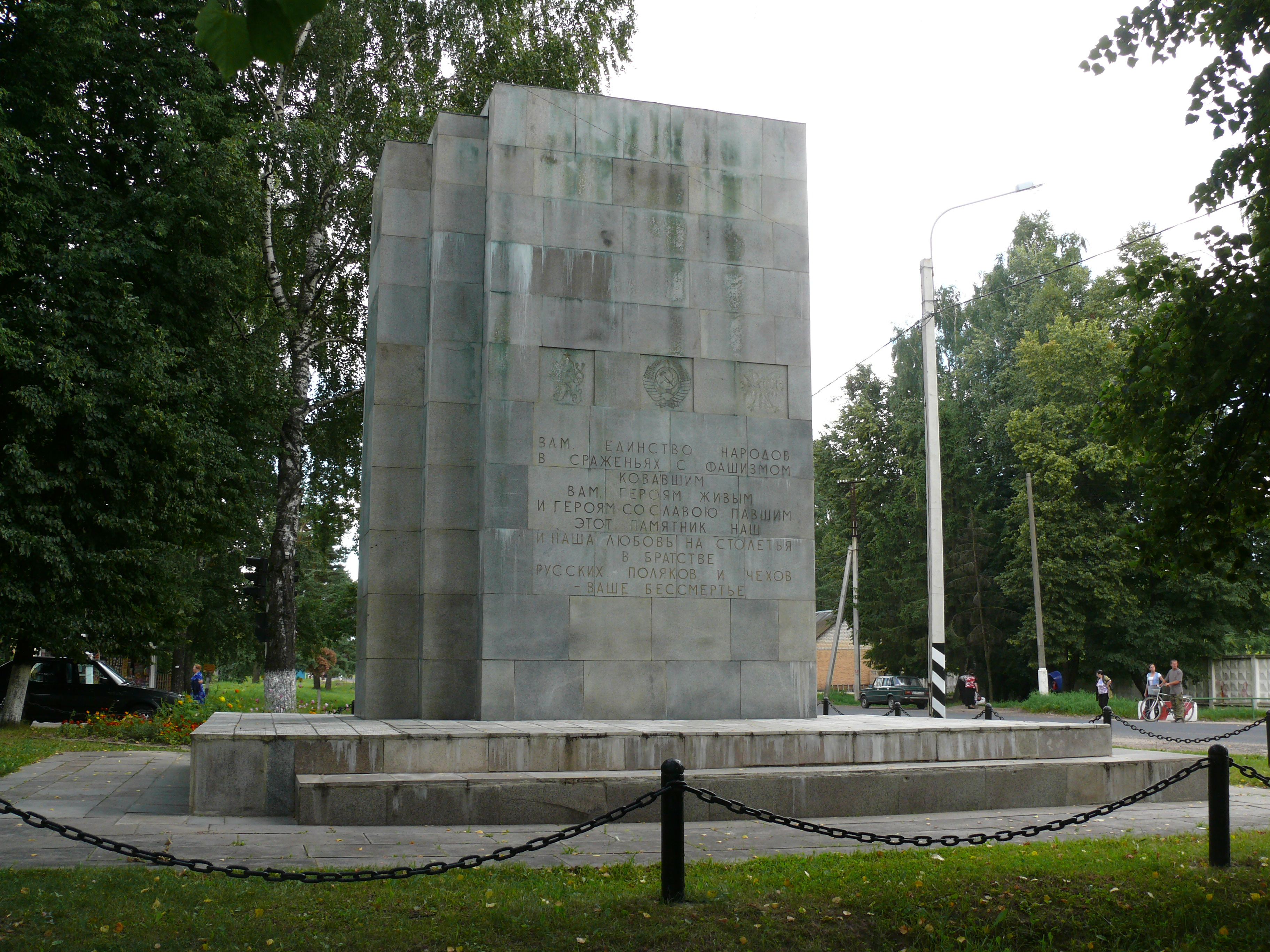
Памятник интернациональному подполью в Сеще, на обочине

Дорога проходит через места, где в годы Великой Отечественной войны велись тяжёлые оборонительные бои 1941 года, погибла в окружении 50-я армия, а затем на оккупированной территории вели боевые действия брянские партизаны и подпольщики. В память о тех событиях вдоль дороги расположено немало мемориалов, а при ремонтно-строительных работах часто обнаруживают неразорвавшиеся боеприпасы.

### Смоленская область
В 43 км от Сещи — первый город Смоленской области Рославль, где идёт пересечение с федеральной автодорогой А130. После имеется ответвление в пгт. Шумячи, а в 28 км от Рославля расположен посёлок Стодолище. После ответвление в пгт. Хиславичи. От Стодолища через 32 км находится д. Прудки, перед которой дорога с хорошим асфальтовым покрытием становится шире, откуда идут дороги на восток в Починок и на запад в пгт. Монастырщина. В 47 км к северу находится город Смоленск. Основное направление дороги обходит город с юго-запада, имеет ответвления до пгт. Монастырщина и до г. Красного (38 км). После, в 32 км от Смоленска, пересекается с федеральной автодорогой М1 «Беларусь» около д. Архиповки. Далее г. Рудня в 35 км, который дорога обходит с северо-востока и имеет ответвление на Демидов (46 км). После дорога идёт до белорусско-российской границы и заканчивается бывшим МАПП «Кругловка».
По территории Беларуси дорога продолжается как автодорога Р21 до Витебска (53 км).

## Населённые пункты на трассе

### Орловская область
Орёл →
Образцово →
Звягинки →
Солнцево →
Ледно →
Колос →
Нарышкино →
Селихово →
Комаровец →
Бунино →
Горки →

### Брянская область
→ Мариничи →
Долгий →
Грибовы Дворы →
Масловка →
Карачев →
Рясники →
Берёзовка →
Красные Дворики →
Брянск →
Глинищево →
Песочня →
Цветники →
Летошники →
Красная →
Никольская Слобода →
Косик →
Забелизна →
Пеклино →
Алешня →
Черкасская Алешня →
Большой Угол→
Сеща →
Большая Островня →
Казённое Узкое →

### Смоленская область
→Липовка →
Горлово →
Вяхори →
Бодровка →
→ Рославль →
Остёр →
Стодолище →
Шаталово →
Прудки →
Мурыгино →
Смоленск → Гнёздово →
Архиповка →
Рудня →
Кругловка